# Yair Lapid
Yair Lapid (Hebreeuws: יָאִיר לַפִּיד) (Tel Aviv, 5 november 1963) is een Israëlisch politicus en van 1 juli tot 29 december 2022 de 14de premier van Israël. Hij is sinds 2012 partijleider van Yesh Atid.
Voorheen was hij columnist, journalist en tv-presentator. Ook schreef hij een aantal romans, thrillers en boeken voor kinderen en speelde in films.

## Biografie
Lapid geniet veel populariteit in zijn land en kreeg in 2005 de 36ste plaats toebedeeld op de lijst van tweehonderd grootste Israëliërs. Voordat hij de politiek in ging, heeft hij jarenlang op vrijdagavond een goed bekeken talkshow, Ulpan Shishi (Studio Vrijdag) geheten, op Kanaal 2 gehad. Ook schreef hij regelmatig onder de titel Waar is het geld? een populaire column in Yediot Ahronot.

### Yesh Atid
Lapid richtte begin 2012 Yesh Atid ("Er is een Toekomst") op, een nieuwe partij in het centrum van de politiek die bij de parlementsverkiezingen van 2013 19 zetels behaalde, wat een tweede plaats in de 19e Knesset opleverde. Het maakte de partij aantrekkelijk als toekomstige coalitiepartner, hetgeen zijn beslag kreeg op 18 maart 2013 toen het kabinet-Netanyahu III met daarin opgenomen Yesh Atid zijn intrede maakte. Lapid kreeg in dit kabinet de post van minister van Financiën. Op 2 december 2014 werd hij door premier Benjamin Netanyahu ontslagen vanwege onenigheid over onder meer een voorgestelde verhoging van het defensiebudget en vooral ook over een wetsvoorstel dat het Joodse karakter van Israël benadrukt, kwesties waarin hij zich niet kon vinden.

### Blauw-Wit
Op donderdag 21 februari 2019 maakten Lapid, Benny Gantz, Moshe Ya'alon en Gabi Ashkenazi bekend dat zij met een gezamenlijke lijst - Kaḥol-Lavan ("Blauw-Wit") - zouden deelnemen aan de Israëlische parlementsverkiezingen.
Tijdens de verkiezingscampagnes van 2019 en 2020 zei Yair Lapid herhaaldelijk dat Blauw en Wit niet in een regering onder Netanyahu zou gaan zitten. Toen de fractievoorzitter van Blauw en Wit toch als formateur een coalitie met de Likoed van Netanyahu besprak, braken Lapid en Ya'alon met Gantz. Lapid en Ya'alon dienden een officieel verzoek in om los van Gantz' Ḥosen L'Yisraël een fractie te vormen, maar wilden de naam Blauw-Wit houden. Een Knesset-commissie willigde op 29 maart het eerstgenoemde verzoek in om een losse fractie te vormen, maar kende de naam Blauw-Wit aan Benny Gantz toe. De lijst Blauw en Wit valt uit elkaar in drie fracties (Blauw en Wit, Yesh-Atid-Telem en Derech Eretz). Lapid beschuldigde Gantz ervan stemmen van de kiezers gestolen te hebben en aan Netanyahu cadeau gegeven te hebben en Moshe Ya’alon zei dat de beslissing van Gantz om toe te treden tot de coalitie "die alles symboliseert waar we tegen zijn" "onbegrijpelijk en teleurstellend" is. Lapid en Ya'alon gaan in de Knesset verder als de fractie Yesh Atid-Telem. Nadat de coalitieovereenkomst van Benny Gantz en Benjamin getekend was verontschuldigde Yair Lapid zich in een persconferentie voor het feit dat hij de Israëlische kiezers had aanbevolen om op Benny Gantz te stemmen. Yair Lapid beschuldigt Benjamin Netanyahu van corruptie en is getuige in een rechtszaak tegen Netanyahu.

### Toekomstig premier
Op 13 juni 2021 volgde Naftali Bennett Netanyahu op als premier van het Kabinet–Bennett-Lapid. Volgens de gemaakte afspraken is Bennett de eerste helft van de verhoopte regeringsperiode premier en Lapid de tweede. Tot grote woede van Netanyahu en diens Likoed had Bennett besloten met Lapid in zee te gaan en met de regeringscoalitie die deze - in opdracht van president Rivlin - aan het smeden was. Zijn Yamina-fractie (d.w.z. 6 van de 7), Yisrael Beiteinu (7), New Hope (6) (alle drie rechts tot zeer rechts), Yesh Atid (Lapid, 17), Blauw en Wit (8) (beide midden), Arbeidspartij (Israël) (7) en Meretz (beide links) hadden samen 57 Knesset-zetels. De vier zetels die een krappe meerderheid van 61 zetels mogelijk maakten kwamen van het Palestijns-Arabische Islamitische Ra'am. Een regering van nationale eenheid dus van uiterst rechts tot tamelijk links. Nog niet zolang geleden had Bennett gezegd nooit met Ra'am in zee te zullen gaan. Het wegkrijgen van een gemeenschappelijke politieke vijand, Netanyahu, was echter een belangrijke beweegreden. Daarna volgde de noodzaak om eindelijk met een begroting te komen. Dan woningbouw en infrastructuur. Vervolgens de kwestie van de verhouding tussen "synagoge en staat". Mansour Abbas van Ra'am kreeg een bonus in de vorm van een tijdelijke versoepeling van de toepassing van de Kaminitz-wet die illegale bewoning/bouw moet terugdringen (Palestijnen krijgen maar moeilijk bouwvergunningen of woonvergunningen in niet-Arabische buurten). Ook zou er meer geld naar de Palestijns-Arabische gemeenschap gaan. Commentatoren verwachten geen vredesproces leidend tot een tweestatenoplossing.

### Minister van Buitenlandse Zaken
Op 1 februari 2022 gaf Amnesty International een rapport uit waarin het stelt dat de staat Israël de Palestijnse bevolking onderwerpt aan een systeem van Apartheid. Israël reageerde zeer verbolgen, bv. bij monde van haar minister van Buitenlandse Zaken Lapid: De extremistische taal en de verdraaiing van de historische context zijn ontworpen om Israël te demoniseren en olie op het vuur van het antisemitisme te gooien.
Zondag 27 maart kon hij zijn collega's van de Verenigde Arabische Emiraten, Egypte, Marokko en Bahrein ontvangen voor "The Negev Summit" in kibboets Sde Boker aldaar (waar David Ben Goerion woonde en waar zijn graf is; zijn gasten gingen niet in op de vraag om een steentje op zijn graf te komen leggen). Ook hun Amerikaanse collega, Antony Blinken, was aanwezig. Doel van deze top was overleg te voeren over de zorgen die deze landen zich maken over het - in hun ogen wankele - kernakkoord dat westerse landen met de VS voorop met Iran willen gaan sluiten. Het is de bedoeling deze ontmoeting jaarlijks te gaan organiseren. Blinken en zijn Arabische collega's maakten een klein buiginkje naar de Palestijnen door aan te blijven dringen op "de realisering van een volwaardige Palestijnse staat naast Israël".

### Premier
Op 1 juli 2022 nam Lapid voor een halfjaar het premierschap van Israël over van Bennett nadat de ontbinding van de Knesset had plaatsgevonden. Met het aantreden van het Kabinet-Netanyahu VI is zijn premierschap op 29 december 2022 ten einde gekomen.

## Persoonlijk
Lapid is de zoon van schrijfster Shulamit Lapid en wijlen Tommy Lapid, leider van de liberale partij Shinui en van 2003 tot 2004 minister van Justitie en vicepremier in het kabinet-Sharon II. Evenals zijn vader is ook Lapid jr. seculier maar in tegenstelling tot zijn vader toont hij geen afkeer van ultraorthodoxe joden, wel wil hij hun privileges beperken, hetgeen dan ook een van de speerpunten van Yesh Atid is geworden. Verder is hij een voorstander van de hervatting van de vredesbesprekingen met de Palestijnen en een verlaging van de oplopende alledaagse kosten. Als het om de nucleaire dreiging van Iran gaat, zit hij op één lijn met premier Benjamin Netanyahu en diens Likoed.
Lapid is getrouwd, heeft drie kinderen en beoefent de amateurbokssport.

## Werken
- The Double Head - thriller (1989)
- Yoav's Shadow - kinderboek (1992)
- One-Man Play - roman (1993)
- Elbi – A Knight's Story - kinderboek (1998)
- The Sixth Riddle - thriller (2001)
- Standing in a Row - verzameling columns (2005)
- The Second Woman - thriller (2006)
- Sunset in Moscow - thriller (2007)
- Memories After My Death - roman (2010)